# ユース王座
ユース王座（ユースおうざ、英: youth championship）とは、プロボクシングにおいて、一定の年齢に達していない選手が挑戦できる王座のことである。「ユース」とは英語で「若手」という意味である。

## 概要
もともとこの王座は、若手選手の育成を目的とし、若年層や発展途上国の選手など世界王座への挑戦の機会がなかなか与えられない層に門戸を開くという建前のもとに、創設されたといわれる。
現在は、世界ボクシング評議会（以下、WBC）、国際ボクシング連盟（以下、IBF）、世界ボクシング機構（以下、WBO）、女子国際ボクシング協会（以下、WIBA）、世界プロボクシング連盟（以下、WPBF）、国際ボクシング機構（以下、IBO）が認定している。2010年まで、日本ボクシングコミッション（以下、JBC）は、日本国内においてユース王座をかけたタイトルマッチを組むことや、同コミッション所属の選手（大半が日本人）の挑戦を認めていないため、日本人選手による同王座の獲得は事実上不可能であった（但し、海外での試合ならJBCも止めることはできない）。

### 世界ボクシング評議会
WBCは、世界各地に埋もれている若い才能を超特急で世界の舞台に上げるためのプログラムとして創設。ユース王座に挑戦できる年齢18歳以上24歳未満で、10戦以上の戦績があり、50％以上の勝率の相手との勝率が85％以上あり、少なくとも2戦以上の8回戦を経験している選手に挑戦資格付与（オリンピックボクシング競技のメダリストは別基準）。しかし、創設された当初の挑戦資格は非常に曖昧であり、負け越しや連敗中、試合数不足、さらに規定年齢超過で挑戦するケースが後を絶たなかった。
こうした若年のスター選手の卵にベルトを与え、WBC世界チャンピオン委員会の66パーセントの賛成で世界選手権の資格が付与。つまり、ランキングの停滞による若年選手のスター性低下を防ぐために採用された制度。なお、24歳に達してしまっていても、現役のユース王者であれば1度だけ防衛戦を行うことが出来る（オーバーエイジ）。またWBCはユース王座について、「世界王座」と「インターコンチネンタル王座」の2種類を定めている（ユース世界王座のみ女子ボクシング部門あり）。この選手権に関する議長（Chairman）は、アメリカのレックス・ロス・ウォーカーが務めている。タイトルマッチは男女とも10ラウンドとする。
ユース王座を数回防衛した場合、本当の世界王座挑戦有資格者（JBCとしても日本ランキング1位以上に日本タイトル挑戦を優先させる）となる世界ランキング15位以内に組み込む事が約束されている。

## 歴史
1999年に、WBCがユース王座を設置。同年9月29日にロシアで初のユース王座のタイトル戦（スーパーフライ級）を実施した。この試合で、ディミトリー・キリロフが初のユース王者になった。
WBCに後れること2年、IBFは2001年にユース王座を設置した。同年8月25日に、ウクライナで初のIBFユースタイトル戦（スーパーミドル級）を実施した。この試合で、セルゲイ・ルビスがIBF初のユース王者になった。
日本においては2002年、天熊（てんゆう）丸木ジムがこのユース王座に目を付け、同ジムの成長株であった杉田真教（後の真教杉田）をWBC世界スーパーバンタム級ユース王座の王座決定戦に出場させた。同年6月9日、パークアリーナ小牧でのJBC認可興行で組まれたこの試合で、杉田はアネス・デミューハを4回KO勝ちで下して王座を獲得した。同王座への挑戦及び王座獲得は、もちろん日本人選手では初めてであった。しかしその後JBCより、ユース王座の試合を認めないという通知が来た。「ランキングの不備」という名目であった。これにより日本においては、ユース王座のタイトルマッチが組めなくなった。
2010年に亀田三兄弟の三男である亀田和毅が活動拠点としているメキシコでWBC世界バンタム級ユース王座を獲得しており、日本で同王座防衛戦を希望したが、やはり許可されなかった。
だが、2011年4月に事態は一転。1980年代半ば東日本ボクシング協会会長務め退任後も常任相談役として隠然たる影響力や政治力発揮していた木村七郎が尽力しWBCユース王座への挑戦を日本ランカー以上に容認することになった。7月8日に福岡市九電記念体育館で、解禁後初のユース王座戦が組まれた。まず、セミ前としてWBC女子世界アトム級ユース王座決定戦、黒木優子 vs ノンキャット・ロンリエンキラコラート戦が組まれ、4回TKO勝利した黒木が日本初の女子世界ユース王座を獲得、続いてメインで亀田和毅もユース王座の防衛に成功した。12月7日には渡邉卓也もライト級のユース王座を獲得している。ただし、JBCは海外では認められているオーバーエイジ挑戦者での国内でのタイトルマッチは混乱を招くなどの理由から認めていない。

## JBC公認のユース世界王者
2025年2月現在。
WBC
男子
- 真教杉田（スーパーバンタム級）
- 亀田和毅（バンタム級）
- 渡邉卓也（ライト級）
- 玉越強平（スーパーフェザー級、JBC非認定）
- 斉藤司（同）
- 野崎雅光（バンタム級、オーバーエイジ王者として初防衛成功直後に王座返上）
- 田中裕士（同）
- 伊藤雅雪（ライト級）
- ジョビー・カツマタ（スーパーフライ級）
- 丸木凌介（スーパーウェルター級、オーバーエイジ挑戦者としてKO奪取）
- 比嘉大吾（フライ級）
- 寺地拳四朗（ライトフライ級）
- 帝尊康輝（ミドル級）
- 丸田陽七太（バンタム級）
- 上原拓哉（フェザー級）
- 清瀬天太（スーパーバンタム級）
- 池間亮弥（ライトフライ級）
- 畑中建人（フライ級）
- 尾崎優日（ライトフライ級）
- 佐野遥渉（スーパーフライ級）

女子
- 黒木優子（女子アトム級）

IBF
男子
- 榮拓海（スーパーフライ級）

玉越強平もスーパーフェザー級ユース王座を獲得しているが、オーバーエイジ（31歳の誕生日の3週間前）のためJBCは認定していない。しかし丸木は規定の年齢内でWBCユース世界スーパーウェルター級王座挑戦したが敗北し2015年3月29日自身の24歳の誕生日当日オーバーエイジチャレンジャーとしてKO奪取し初防衛成功控えJBCは玉越の場合とはダブルスタンダードで公認。岩井大がフェザー級で24歳誕生日数ヶ月前に獲得した初代ユース・シルバー王座もJBCは認定しない。また、JBCは2013年4月よりIBF・WBOにも加盟しているが、JBCがユース世界王座として公認するのは引き続きWBCのみと見られる。